# 富尔贝·尤卢
富尔贝·尤卢（法語：Abbé Fulbert Youlou；1917年6月9日、6月17日或7月9日—1972年5月6日）是剛果共和國布拉薩市一名被解除聖職的天主教會神父，同時也是剛果共和國民族主義領袖和政治家，刚果第一任总统（1960—1963年）。
他生于布拉柴维尔。早年攻读神学，1946年任神甫。1955年转入政界，次年创建“保卫非洲利益民主联盟”，自任领导人。同年当选为布拉柴维尔市长。1958年11月“保卫非洲利益民主联盟”在议会选举中获胜，他就任临时政府总理。1960年8月刚果独立，他出任第一任总统。1961年再度当选为总统，兼政府首脑和国防部长。1963年刚果爆发“八月革命”，推翻了尤卢政权。1965年从被关押的军营中潜逃出国，1972年在西班牙去世。